# Forteresse Général-Artigas
La forteresse Général-Artigas, (espagnol : Fortaleza  General Artigas), plus connue localement sous le nom de forteresse du Cerro (espagnol : Fortaleza del Cerro), est une ancienne forteresse militaire située à Montevideo, capitale de l'Uruguay, surplombant la baie de Montevideo.

## Géographie
Le site anciennement fortifié de la forteresse occupe une position dominante sur la plus haute colline du Département de Montevideo qui domine toute la baie de Montevideo. Cette colline granitique de 134 mètres de hauteur, populairement connue sous le nom de Cerro de Montevideo, est à l'origine du nom de la capitale étant nettement identifiable depuis les rives du Río de la Plata. Cette partie de la capitale appartient au quartier de Casabó, à l'ouest de Villa del Cerro.

## Histoire
À l'origine, le sommet du cerro servit de poste d'observation mais  rapidement, sa fonction fut de défendre la ville de Montevideo et son port, convoités tour à tour par les Portugais, puis les Britanniques. Sur les conseils d'un militaire espagnol Bruno Mauricio de Zabala, le gouverneur Francisco Javier de Elío ordonna la construction de la forteresse en 1809 et les travaux furent achevés en 1839. Ce fut le dernier fort espagnol construit en Uruguay.
Avant la construction du fort militaire, un phare y fut édifié en 1802 d'une hauteur de 8 mètres. Le Phare Cerro de Montevideo est toujours en service et contribue à l'attraction touristique du site.
La forteresse cessant sa fonction militaire au début du XXe siècle, l'édifice abrite le Musée militaire depuis 1916. C'est un monument national depuis 1931.
Le site est devenu une des attractions les plus courues des touristes visitant Montevideo.[réf. nécessaire]

## Galerie

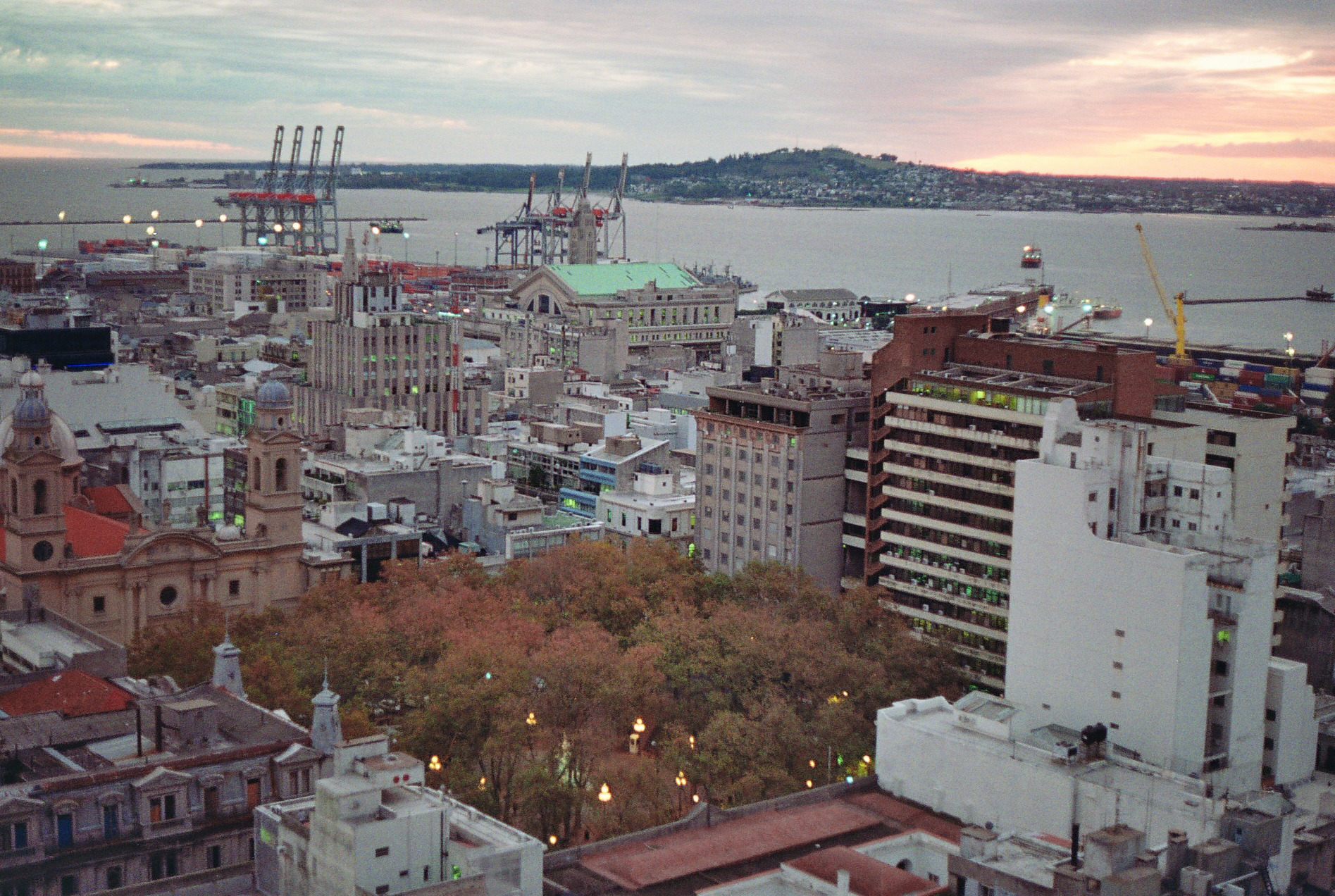
La baie de Montevideo et le Cerro de Montevideo  vus depuis la Plaza Matriz de Montevideo.
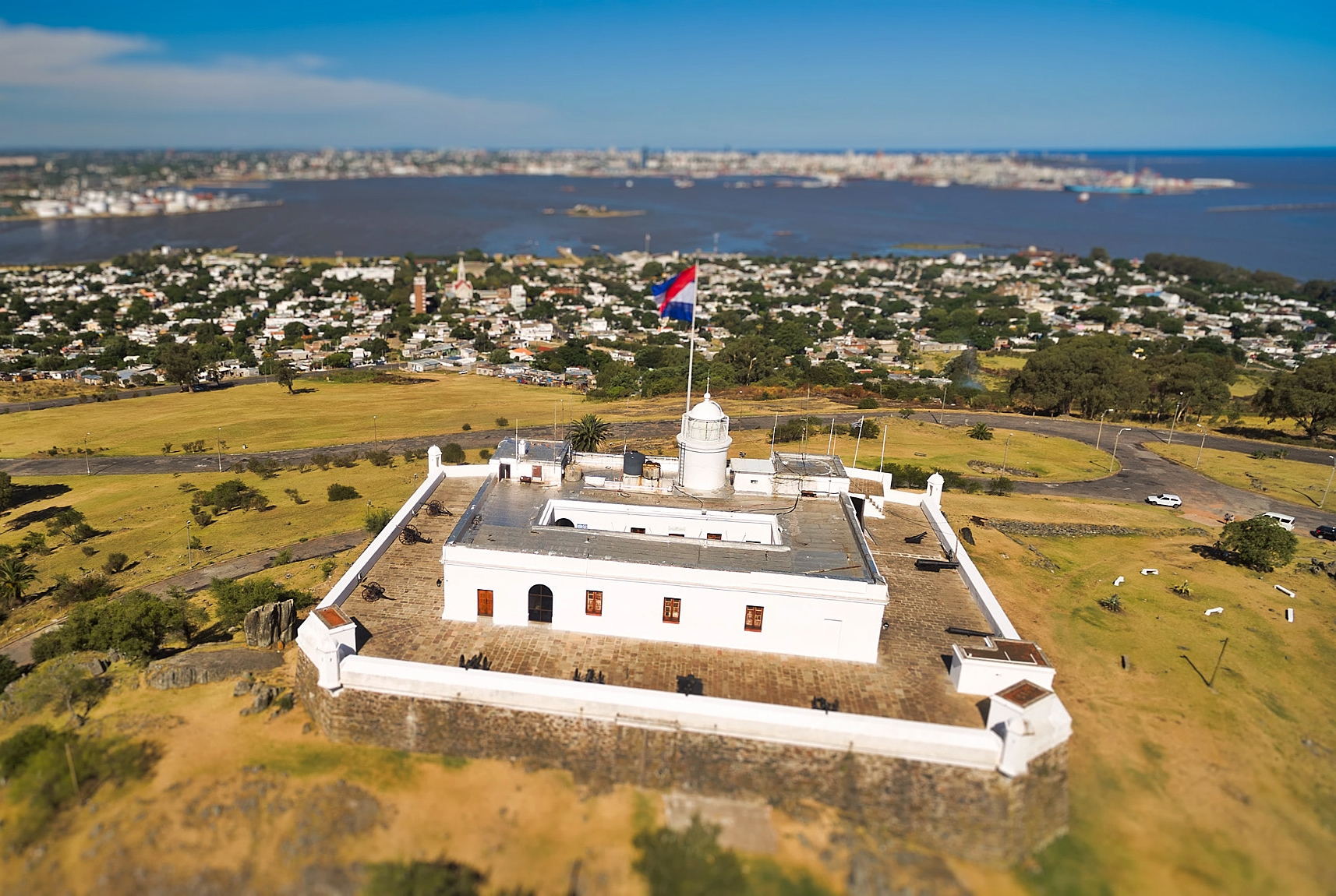
Vue aérienne de la forteresse du Général-Artigas.
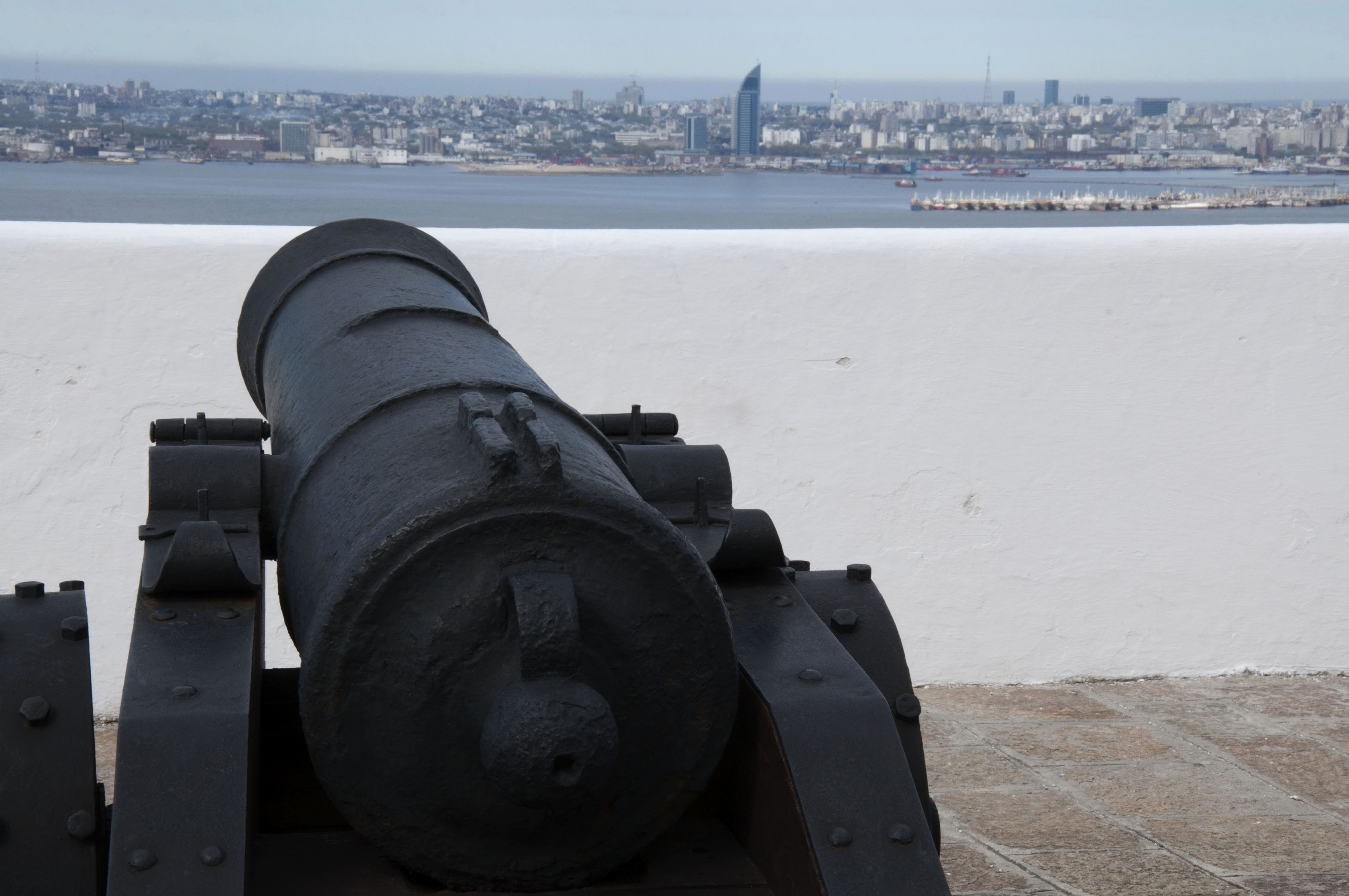
Ancien canon de la forteresse, aujourd'hui Musée militaire.
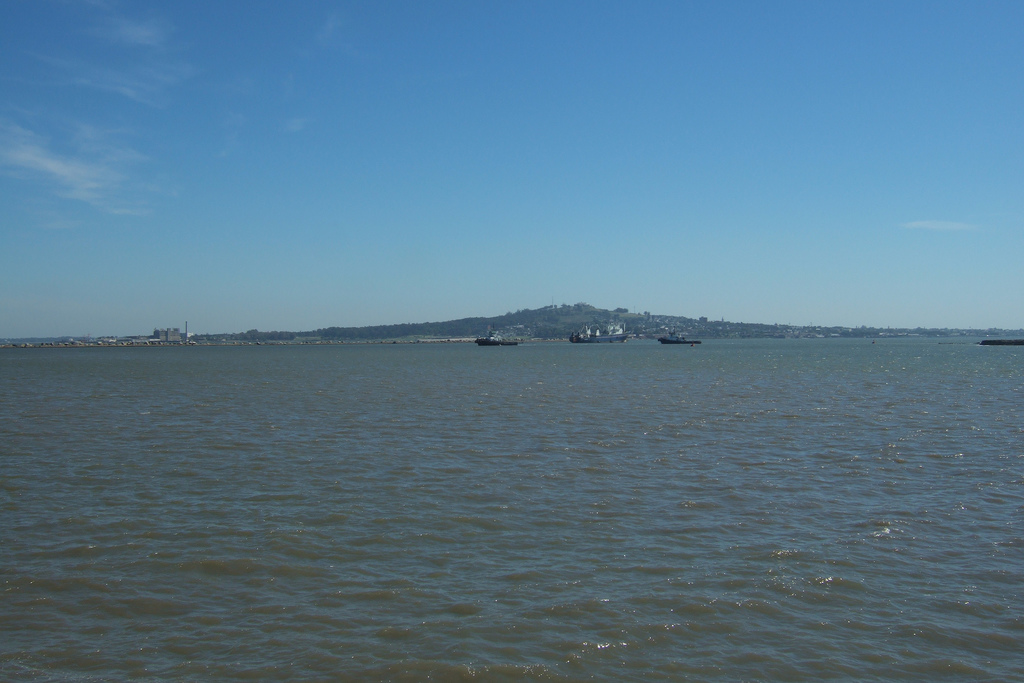
Le Cerro de Montevideo qui abrite la forteresse domine la baie.